# Pan Jin-yu
Pan Jin-yu (chinois : 潘金玉 ; 21 juillet 1914 - 24 octobre 2010) fut la dernière locutrice du pazeh, une langue formosane de Taïwan.
Cinquième d'une fratrie de six enfants, elle naît en 1914 de parents kaxabu à Puli. Plus tard, elle est adoptée par des parents pazeh dans le village d'Auran (Taïwanais: Ailan), qui fait maintenant partie du canton de Puli. Elle est décrite comme une locutrice native et habile de la langue, bien qu'elle en soit la dernière locutrice. Le hokkien taïwanais était cependant sa langue d'usage principal.
Elle enseignait le pazeh à environ 200 élèves réguliers, à Puli, avec d'autres cohortes plus petites à Miaoli et Taichung.